# World2Fly
World2Fly — пасажирська авіакомпанія з Іспанії.

## Історія
Авіакомпанія була створена в 2021 році, після отримання першого з двох орендованих Airbus A350-900.
Авіакомпанія, що базується в Пальма-де-Майорка, зосереджена на далекомагістральних напрямках до Карибського басейну та належить групі готелів Iberostar Group, компанії, до складу якої входила інша авіакомпанія, Orbest Orizonia Airlines.
World2Fly працює з аеропорту Мадрид, Іспанія, та аеропорту Лісабон, Португалія

## Напрямки
| Держава                  | Місто         | Аеропорт        | Примітки        | Refs   |
| ------------------------ | ------------- | --------------- | --------------- | ------ |
| Куба                     | Гавана        | Гавана          |                 | [ 5 ]  |
| Домініканська Республіка | Пунта-Кана    | Пунта-Кана      |                 | [ 6 ]  |
| Домініканська Республіка | Санто-Домінго | Лас-Амерікас    |                 | [ 7 ]  |
| Мексика                  | Канкун        | Канкун          |                 | [ 8 ]  |
| Португалія               | Лісабон       | Лісабон         | Хаб             |        |
| Португалія               | Порту         | Порту           | Сезонний чартер | [ 9 ]  |
| Іспанія                  | Мадрид        | Мадрид          | Хаб             |        |
| США                      | Орландо       | Орландо-Санфорд | Сезонний чартер | [ 10 ] |

## Флот
Флот Станом на липень 2022:
| Airbus A350-900 | 2 | 1 | 432 |  |  |  |  |  |
| Загалом         | 2 | 1 |     |  |  |  |  |  |